# Paul z Duny
Paul z Duny (v originále Paul of Dune, 2008) je sci-fi román amerických spisovatelů Briana Herberta a Kevina J. Andersona. Tito autoři se rozhodli rozvinout nedokončenou románovou sérii o pouštní planetě Arrakis, nazývané Duna, kterou vytvořil Frank Herbert, otec Briana Herberta. Paul z Duny sleduje dvě dějové linie, přičemž jedna se odehrává několik let před románem Duna a zachycuje mládí Paula Atreida, zatímco druhá sleduje události několik let po něm a vypráví o Paulově upevňování moci na čerstvě nabytém imperiálním trůnu. Jde o první díl z plánované tetralogie, která by měla zachytit osudy některých hrdinů vesmíru Duny.

## Příběh
Příběh je rozdělen do několika kapitol, které střídavě zachycují dvě časová období – jedno z mládí Paula Atreida před jeho příchodem na Arrakis, druhé z období krátce po jeho nástupu na imperiální trůn. Jak sám název naznačuje, kniha se zaměřuje především na vývoj Paulovy osobnosti, takže v první linii můžeme sledovat, jak Paul pod vlivem otřesných událostí a válečných zkušeností musí předčasně „dospět“. V druhé linii pak sledujeme jeho vnitřní zmatky mezi čestnými zásadami, které mu vštípil otec, a vynucenou krutostí, s níž musí zažehnávat vzpoury proti své imperiální vládě.

### Paulovo dětství
První linie v podstatě navazuje na starší knihu autorského týmu Předehra k Duně: Corrinové, která skončila narozením Paula Atreida. V Paulovi z Duny už je Paul starý 12 let. V Impériu pokračují staré spory – baron Vladimir Harkonnen spřádá tajné plány na to, jak uškodit rodu Atreidů, zatímco vikomt Hundro Moritani z Grummanu je v podstatě v otevřené válce s arcivévodou Armandem Ekazem. Ekaz odmítne vydat Moritanimu lék (nacházející se výhradně na Ekazu) pro jeho těžce nemocného syna, protože Moritani v dřívějších letech zabil několik členů Ekazovy rodiny. Když Moritaniho jediný syn a poslední dědic tohoto rodu ve strašných bolestech zemře, Moritani přísahá pomstu – a protože ví, že spolu s ním vymře i celý jeho rod, plánuje se pomstít celému Impériu. Má totiž tajné zprávy, podle nichž Moritani byl v dávné minulosti renegátským rodem Tantorů, který zlikvidoval centrum Impéria, planetu Salusu Secundus, zakázanými atomovými zbraněmi, a byl proto určen k totálnímu vyhlazení. Několik členů rodu zřejmě přežilo a přijali nové jméno Moritani, pod nímž se postupně znovu dostali k moci. Své síly s Moritanim tajně spojí baron Harkonnen, přestože celý vikomtův záměr mu není znám.
Mezitím se Leto Atreides rozhodne uzavřít politický sňatek s Illesou, Ekazovou dcerou a dědičkou. Letova konkubína Jessika, Paulova matka, původně novou ženu v Letově životě přijímá s nelibostí, ale postupně se spřátelí. V průběhu sňatku však dojde k atentátu vražednými vystřelovacími disky, nastraženými Moritaniho agenty mezi svatební dary. Arcivévoda Ekaz přijde o ruku, když jej v poslední chvíli zachrání jeho mistr meče Riivy Dinari, který přitom zemře. Leta zachrání jeho šermíř Duncan Idaho, zatímco třetí ginázský zbrojmistr Whitmore Bludd zlomek okamžiku zaváhá, a Letova nastávající manželka přijde o život. Bludd si tak na celý zbytek života odnáší hanbu. Kromě toho je pobito několik svatebních hostů.
Tím však věc nekončí. Ještě téže noci se Moritaniho asasini pokusí zavraždit mladého Paula i arcivévodu Ekaze. Arcivévodu zachrání Duncan Idaho, Paul se ubrání sám. Leto a arcivévoda Ekaz se rozhodnou společnými silami proti Moritanimu tvrdě zasáhnout. Aby byl Paul chráněn před případnými dalšími útoky, odejde s Idahem jako svým osobním strážcem do caladanské divočiny. Nějakou dobu žijí v klášteře sester v odloučení u Paulovy babičky Heleny (která je zde ve vyhnanství po přípravě atentátu na svého manžela), ale záhy jsou vystopováni a musí se uchýlit k poustevnickému národu caladanských primitivů.
Mezitím se společné síly Atreidů a Ekazů vypraví na Ekaz, kde zjistí, že se vévoda Prad Vidal z Elakky pokusil o převrat (protože byl Moritaniho spojencem a věřil, že je arcivévoda po smrti). Ekaz se chce s vévodou utkat v bitvě, avšak vévoda Leto nechce mrhat jejich vojenskými silami a porušovat imperiální pravidla (která nařizují minimalizovat válečné ztráty a soupeřit pouze mezi příslušníky šlechtických rodů), a proto se jako asasin vypraví ještě s Gurney Halleckem do Vidalova hradu, kde zrádného vévodu zavraždí.
Poté se spojené síly vypraví (za cenu značných nákladů, které je nutné vyplatit Kosmické gildě) na Grumman k bitvě s vikomtem. Moritaniho armádu tajně posílí i harkonnenské jednotky, vedené Glossu Rabbanem. Mezi řadové atreidské vojáky se včlení i Paul, který nechce jen nečinně přihlížet a hodlá zakusit vlastní válečnou zkušenost. V bitvě se prokáže Rabbanova typická zbrklost, když se jeho vojáci propadnou – ovšem i s částí ekazské armády, podkopanou zemí do hlubin. Sám Rabban se ocitne v pustině, kde jej téměř dostihnou Duncan a Gurney, avšak Rabban sklouzne do hlubokého říčního údolí a atreidští šermíři jej ztratí z očí. Je to však pro ně šokující zjištění, když si uvědomí, že do války s Grummanem jsou tajně zapojeni Harkonnenové.
Imperátor Shaddam IV. se rozhodne, že by měl do téměř rozhodnuté války zasáhnout, aby tak ukázal svou moc. Proto se vypraví na Grumman se sardaukary, kteří bitvu rychle ukončí. Vyjde ovšem najevo, že to byl Moritaniho plán – hodlá sebevražedným atomovým útokem zničit Grumman a všechny, kdo se na něm nacházejí. Tím by sice porušil Velkou konvenci, ale protože je zoufalý a poslední člen svého rodu, chce se takto alespoň definitivně zapsat do dějin a pomstít svým nepřátelům. Avšak jeho zbrojmistr Hiih Resser, Idahův přítel z výcviku na Ginázu, až do té doby loajální, konečně odmítne vikomtovi poslušnost a atomovou zbraň deaktivuje. Vikomt je poté zavražděn baronem Harkonnenem, který nechce, aby se provalila jeho účast na grummanském spiknutí. Atreidové se vracejí zpět na Caladan.

### Paul imperátor
Ve druhé linii sledujeme Paula po nástupu k moci po vítězství na Arrakis. Paulova fremenská armáda si podrobuje jednu imperiální planetu za druhou. Paul je zmítán pochybnostmi mezi jasnozřivostí, která mu velí pokračovat v kruté válce, a vlastním svědomím, které ho nabádá válku ukončit. Také někteří jeho blízcí – Stilgar, Gurney Halleck i matka Jessika se cítí zmateni vývojem událostí.
Mezitím hrabě Hasimir Fenring se svou ženou Margot tajně žijí na Tleilaxu, kde vychovávají Marii, dceru Margot a zemřelého harkonnenského dědice Feyda Rauthy. Podaří se jim také zjistit, že Tleilaxané se pokoušejí vytvořit svého vlastního Kwisatze haderacha, chlapce jménem Thallo. Ten má sice vynikající schopnosti, ale zcela nevyváženou osobnost, a proto se pokusí celé město otrávit nervovým plynem, čemuž zabrání Marie, vychovávaná Fenringem jako profesionální zabiják.
Paul pověří bývalého Duncanova přítele Whitmora Bludda, aby pro něj vytvořil projekt imperiálního paláce na Arrakis. Whitmore je poctěn a vrhne se do práce. Ovšem poté se pokusí Paula zavraždit – protože celý život těžce nese své selhání při Letově svatbě, kvůli němuž má pověst zbabělce, a tak atentát na imperátora vidí jako šanci, jak se alespoň nějak zapsat do historie. Za svůj čin je popraven.
Paulův postup se během času stává stále tvrdší. Vévoda Thorvald se spolu s několika dalšími šlechtici landsraadu opevní na svých planetách a Paul je stále nemůže porazit. Když se dozví o jejich plánu napadanout Caladan, přikáže celou Thorvaldovu vzdorující planetu vyhladit.
Hasimir Fenring i s Marií navštíví Arrakis. Protože Marie je dosud malá holčička, Fenring věří, že ji Paul podcení a jí se podaří Paula odstranit. Poté by ji chtěl Fenring dosadit na uvolněný trůn. Plán však selže, protože Marii včas zastaví a zabije Paulova sestra Alia. Fenring v hněvu nad Mariinou smrtí napadne Paula a probodne jej dýkou. Paul však strašlivé zranění přežije díky svým zcela mimořádným fyzickým schopnostem. Fenringa však nepotrestá, pouze jej vrátí zpět do exilu na Saluse Secundus. (Paulova krev na dýce je o tisíce let později, v románu Lovci Duny, použita na vypěstování Paulova zvrhlého klonu Paola.

## Rozpory
- Leto Atreides plánovanou svatbu s princeznou Illesou Ekazovou přísně tají, takže o ní dopředu neví ani Paul, Jessika a nejbližší členové Letovy domácnosti. Avšak Letův nepřítel Hundro Moritani na Corrinu je o všem informován. Přestože lze připustit, že měl své špehy na Ekazu, v knize by jeho zdroj informací měl být alespoň naznačen.
- Na výzdobu obřadní síně jsou použity mohutné květináče, dovezené z Ekazu. Leto nechal své nejlepší muže, aby květináče prohlédli, zda rostliny nejsou jedovaté - a tito ostřílení bojovníci si přesto nevšimli, že květináče ukrývají vražedný mechanismus, vystřelující jakési ostré disky.
- Když se Glossu Rabban v bitvě na Grummanu před Idahem a Halleckem zachrání skokem do rozbouřené řeky, ani jeden z bojovníků nechce riskovat život a nechají jej uniknout – přestože oba byli bezpochyby zdatnější plavci než Rabban a ve svém srdci vůči němu měli zničující osobní nenávist.
- Tleilaxané jsou v Impériu známí svou tajnůstkářskou povahou, pročež nedovolují žádným cizincům, aby navštívili jejich planetu, s výjimkou hlavního města Bandalongu - a i to jen na zvláštní povolení. Kromě toho se vyznačují naprostým odporem a pohrdáním ženami. Navzdory tomu poskytnou azyl ve městě Thalidei (kde se nacházejí i jejich výzkumné laboratoře) hraběti Hasimiru Fenringovi, jeho ženě Margot (benegesseriťance!) a nechají zde vychovávat i její dceru Marii.

## Česká vydání
Román vyšel v češtině v r. 2009.